# Kombination (Kleidung)

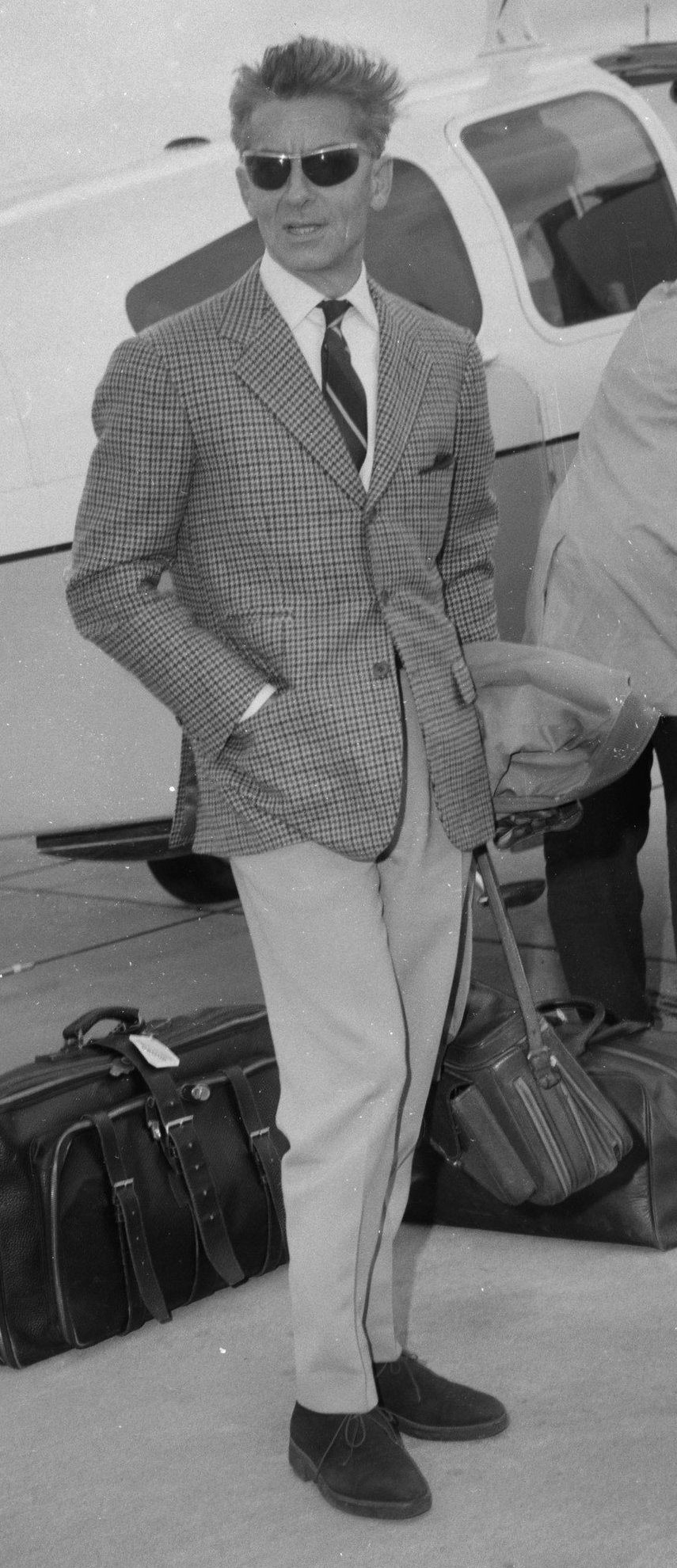
Kombination von einem Sakko mit Pepita-Muster mit einer hellen Hose.

Der Begriff Kombination im Bereich Bekleidung beschreibt generell eine Zusammenstellung verschiedener Kleidungsstücke.
In Deutschland wird der Begriff in der Herrenmode häufig für eine Variation des klassischen Herrenanzugs verwendet. Sakko und Hose bestehen dann nicht aus dem gleichen Obermaterial und können auch verschiedenfarbig sein. Die Kombination wird mit Hemd und Krawatte als Geschäftsanzug getragen. Leger, aber in der Freizeit durchaus tragbar ist auch ein Blazer oder eine Tweedjacke mit Jeans. 
Als Spezzato in Italien schon lange üblich, ist die Kombination als Broken Suit (gebrochener Anzug) seit den 2010er Jahren zunehmend beliebt geworden. Dabei werden Ober- und Unterteile verschiedener Anzüge kombiniert, um einen stofflichen Kontrast zu erzeugen; so entstehen auch weniger legere, elegante zwei- oder dreiteilige Anzüge.
In der Damenmode bezeichnet eine Kombination generell die Zusammenstellung von farblich und stofflich zueinander passenden Kleidungsstücken, wie bspw. Rock mit Bluse oder Blazer mit Hose. Große Modefirmen erstellen ganze Kollektionen mit Kombi-Mode. Eine Unterform sind sogenannte Co-ord Sets, bei denen die kombinierten Artikel farblich und stofflich identisch sind.